# Piesno (wieś)
Piesno – wieś w Polsce położona w województwie wielkopolskim, w powiecie pilskim, w gminie Łobżenica. Miejscowość jest sołectwem.
W latach 1975–1998 miejscowość administracyjnie należała do województwa pilskiego.